# Christine Marshall
Christine Marshall (Newport News, Estados Unidos, 11 de agosto de 1986) es una nadadora retirada especialista en estilo libre. Fue olímpica en los Juegos Olímpicos de Pekín 2008 donde consiguió la medalla de bronce en la prueba de 4x200 metros libres tras nadar las series eliminatorias.

## Palmarés internacional
| Juegos Olímpicos | Juegos Olímpicos | Juegos Olímpicos  | Juegos Olímpicos |
| Año              | Lugar            | Medalla           | Prueba           |
| ---------------- | ---------------- | ----------------- | ---------------- |
| 2008             | Pekín ( China)   | Medalla de bronce | 4x200 m libres   |